# Carlos Carmona Bonet
Carlos Carmona Bonet (Palma di Maiorca, 5 luglio 1987) è un calciatore spagnolo, centrocampista svincolato.